# Milch (Familienname)
Milch ist ein Familienname unterschiedlicher Herkunft. Als deutscher Name kann er einerseits ursprünglich in der Milchwirtschaft tätige Personen bezeichnet haben, andererseits wird als Herkunft ein auf die Zeit vor dem 7. Jahrhundert zurückgehendes Wort mil angegeben, das Mühle bedeutet. Als Name tschechischen Ursprungs kann er sich von mily ableiten, was für einen geliebten/geschätzten Menschen steht. Eine weitere mögliche Herkunft ist das slawische mil, das so viel wie barmherzig bedeutet.

## Namensträger
- Benno Milch (1830–1907), deutscher Unternehmer
- David Milch (* 1945), US-amerikanischer Drehbuchautor und Produzent
- Dionys Milch (1864–nach 1899), österreichischer Architekt
- Ella Milch-Sheriff (* 1954), israelische Komponistin
- Erhard Milch (1892–1972), deutscher Generalfeldmarschall
- Hans Milch (1924–1987), deutscher römisch-katholischer Pfarrer
- Hugo Milch (1836–1909), deutscher Bankmanager und Politiker
- Klara Milch (1891–1970), österreichische Schwimmerin
- Ludwig Milch (1867–1928), deutscher Geologe
- Werner Milch (Germanist) (1903–1950), deutscher Germanist und Literaturhistoriker
- Werner Milch (Jurist) (1903–1984), deutscher Jurist und Offizier